# Curatore d'arte
Un curatore d'arte (dal latino: cura) è un professionista che si occupa di tutti gli aspetti relativi all'organizzazione di un'esposizione artistica.
Questo comprende responsabilità in merito ai contenuti, agli allestimenti, all'organizzazione, alla promozione e alla gestione finanziaria, sebbene quest'ultimo aspetto sia a volte delegato ad un ente esterno o ad un collaboratore.
Si distinguono generalmente due tipologie di curatore: il curatore istituzionale, che lavora per conto di istituzioni come musei, istituzioni culturali, gallerie, fondazioni e il curatore free-lance, la cui figura, negli anni passati, coincideva con quella del critico militante, e che oggi potremmo definire come critico fiduciario: una sorta di agente che si dedica ad un determinato percorso critico alla scoperta di nuovi talenti da inserire all'interno del mercato dell'arte.
Il curatore può seguire diverse strategie curatoriali, seguendo una metodologia pragmatica o idealista, un approccio scientifico (basato su modelli storici) o creativo (basato su connessioni libere tra le forme d'arte). Può anche scegliere fra diversi modelli espositivi, ad impianto tradizionale o supportati da alta tecnologia, o optando per un'installazione di tipo didattico, realizzata con materiali stampati e relative schede di documentazione.

## Storia della professione
La nascita della figura del curator è intimamente connessa con il passaggio dall'esposizione concepita come semplice giustapposizione di opere, all'esposizione concepita come attività organizzata sulla base di precise modalità, per cui si richiede una figura di riferimento professionale che possa sovrintendere al rispetto di questi criteri.
Fino alla fine del XIX secolo, l'intero sistema dell'arte era nelle mani delle Accademie di Belle Arti, e la critica d’arte consisteva in una semplice lettura dello stato delle cose. 
Quando, nel 1855, l'artista Gustave Courbet viene rifiutato dalla giuria dell'Esposizione Universale, questi espone a proprie spese nel Pavillon du Réalisme, un padiglione allestito nei pressi del Salon ufficiale, e segna in tal modo la nascita di un sistema artistico alternativo ulteriormente sviluppatosi nelle seguenti esposizioni del Salon des Refusés (prima esposizione nel 1863) e delle mostre del movimento impressionista (prima esposizione nel 1874).
In questo modo, si creano le basi per il sistema dell'arte contemporanea, fondato su aspetti espositivi, critici e commerciali di cui fino ad allora non si era tenuto conto, e centrato sulle figure del collezionista, del mercante d’arte, del gallerista e del critico militante. La novità più importante consiste nel fatto che la giuria è adesso costituita dal vasto pubblico, per cui il problema della presentazione dell'opera diviene preminente e la sala espositiva assume un peso sempre più rilevante.
Con le avanguardie artistiche, la curatela diventa una metodologia di sovversione verso il sistema ufficiale, uno strumento creativo di sperimentazione focalizzata sulla commercializzazione dell'arte. 
Bisogna però attendere le teorie introdotte da architetti come Marcello Piacentini, Gio Ponti e Duilio Torres per un'organizzazione più razionale dello spazio espositivo, studiando l'uso della luce e del colore per un allestimento funzionale che permettesse di valorizzare le opere esposte.
Da menzionare anche il contributo dell'architetto Carlo Scarpa, grazie al quale si giunge, soltanto nel 1948, alla consapevolezza di dover plasmare di volta in volta l'ambiente espositivo in relazione alle opere.
Sebbene l'ideologia artistica dominante crede che l'opera d'arte sia immortale e preesistente allo spazio espositivo, in realtà ogni spazio impregna radicalmente del proprio significato l'oggetto che vi è esposto, per cui è indispensabile un sapiente uso dell'architettura e dell'allestimento.
Infine, con Documenta 5 curata da Harald Szeemann nel 1972, s'inaugura una nuova tendenza tra i curatori, ovvero quella di predominare e di porsi come unico artista all'interno della mostra. imponendo un filo narrativo nel quale le opere sono intrappolate senza nulla dire in merito alla personalità dei loro esecutori. Szeemann, infatti, non si definiva curatore, quanto autore della mostra. Il primo a segnalare questa tendenza è stato l'artista Daniel Buren, che ha scritto diversi testi contro il ruolo del curatore: non tutti i curatori, infatti, riescono ad essere anche degli artisti.

## Responsabilità del curatore

### Il curatore istituzionale
Il compito principale del curatore istituzionale consiste nel qualificare lo spazio all'interno del quale opera, disciplinando in primis l'obbligo di far partecipare il pubblico. Altre sue responsabilità riguardano la gestione del personale e la ricerca di sostegni economici nel caso in cui si trovi ad operare all'interno di un ente pubblico.
Il suo ruolo non deve essere confuso con quello del direttore dell'istituzione, il cui potere sovrintende anche le scelte curatoriali.

### Il curatore free-lance
Il lavoro del curatore free-lance, a differenza di quello del curatore istituzionale, non è riconducibile ad un contesto esclusivo, ma è proprio della sua visione del mondo e della sua identità.
In passato, il suo ruolo era analogo a quello del critico militante, ovvero a quella personalità che insieme ad un gruppo ristretto di artisti realizzava la sua avventura professionale sulla base della condivisione degli stessi ideali.
Successivamente, finiti gli anni di lotta politica, il ruolo critico viene a demilitarizzarsi e anche l'arte tende alla realizzazione di uno scopo mercantile piuttosto che ideologico. 
Il curatore free-lance diviene quindi una delle persone maggiormente interessate al successo economico dell'opera, e questo comporta un modo di operare del tutto nuovo: vengono messe in atto tattiche di brokeraggio artistico al fine di individuare talenti artistici vincenti da introdurre all'interno del mercato dell'arte.
La figura del curatore si trasforma quindi in una sorta di agente di borsa che investe sul futuro, ovvero su un artista capace di realizzarsi in fretta sul mercato.
In un sistema dell'arte ridotto a specchio del sistema economico, il curatore tende quindi a ridurre al massimo lo spessore delle sue interpretazioni personali e spesso sostiene artisti già penetrati nelle maglie del mercato, aspirando soprattutto all'affermazione di un titolo vincente. 
Esiste ancora, comunque, la figura del curatore free-lance animata da propositi estranei alle logiche di mercato, e il cui compito consiste quindi nel sostenere e promuovere l'opera di artisti da lui ritenuti validi. La difficoltà maggiore di questo genere di sperimentazione sta nel fatto che spesso, in questo caso, il curatore free-lance non riesce a superare le logiche del mercato e del profitto.
Tra i principali curatori italiani: Francesca Alinovi, Francesco Bonami, Achille Bonito Oliva, Germano Celant, Ludovico Pratesi, Vittorio Sgarbi, Lea Vergine

## La formazione richiesta
Sebbene non esista un albo della professione, per poter operare come curatore all'interno di un'istituzione è generalmente richiesta una laurea magistrale in discipline umanistiche o un dottorato di ricerca universitario. Altre competenze richieste sono la conoscenza delle leggi e delle pratiche etiche all'interno dei beni culturali e la conoscenza del mercato dell'arte.
Inoltre, per avere maggiore credibilità, è consigliabile avere all'attivo diversi contributi accademici, come pubblicazioni, conferenze, e pubblicazione di articoli specialistici.
Solo di recente, all'estero sono nati dei programmi professionali di formazione curatoriale all'interno di Università o Accademie.
Il primo istituto a proporre un corso in curatela fu, nel 1992, il Royal College of Art di Londra: si tratta di un Master of Art il cui titolo nel 2001, è stato modificato in Curating Contemporary Art.
Altri istituti che propongono programmi specializzati in curatela sono il Kingston University; Goldsmiths College, l'University of London, il Birkbeck College, University of London, il Chelsea College of Art and Design, il California College of the Arts, il Bard College, l'Università di Rennes 2-Upper Brittany, l'Ontario College of Art and Design e l'Università di Melbourne. 
In Italia, il primo corso offerto da una istituzione pubblica è il biennio specialistico in Visual Cultures e pratiche curatoriali dell'Accademia di Brera a Milano. Esiste anche un corso finalizzato alla pratica curatoriale legalmente riconosciuto dal MIUR, "Arti Visive e Studi curatoriali" presso la NABA- Nuova Accademia di Belle Arti di Milano.

## Altre definizioni
- Nel Regno Unito, il ruolo del curatore è tradotto come curator, ma possiamo anche trovare la definizione keeper (letteralmente "detentore").
- In Francia, il termine curatore è tradotto come conservateur. Vi sono due tipi di curatori: curatori del patrimonio (conservateurs du patrimoine) con cinque specialità (archeologia, archivi, musei, monumenti storici, musei di scienze naturali), e curatori bibliotecari (conservateurs des Bibliothèques). Questi curatori sono selezionati tramite un concorso pubblico, e l'utilizzo del titolo da parte di lavoratori privati rimane non ufficiale.
- "Certo sono felice se il mio lavoro viene riconosciuto; però so che il potere non risiede nel curatore ma nell’arte. Il curatore è una figura ancillare rispetto all’artista. Se quanto faccio è utile all'arte, questo mi basta." Hans-Ulrich Obrist